# Bảo tàng Józef Piłsudski ở Sulejówek
Bảo tàng Józef Piłsudski ở Sulejówek (tiếng Ba Lan: Muzeum Józefa Piłsudskiego w Sulejówku) là một bảo tàng tiểu sử dành cho Nguyên soái Józef Piłsudski, tọa lạc tại số 5 Phố Oleandrów, Sulejówek, Ba Lan. Quỹ Gia đình Józef Piłsudski và Bộ Văn hóa và Di sản Quốc gia (Ba Lan) đồng điều hành Bảo tàng.

## Lịch sử
Ngày 10 tháng 11 năm 2008, tại Trang viên Milusin, nhà của Józef Piłsudski ở Sulejówek, một thỏa thuận đã được ký kết giữa Jadwiga Jaraczewska, con gái của Nguyên soái thay mặt cho Quỹ Gia đình Józef Piłsudski và Bogdan Zdrojewski, Bộ trưởng Bộ Văn hóa và Di sản Quốc gia. Theo thỏa thuận, một bảo tàng hiện đại và tòa nhà giáo dục sẽ được xây dựng trong vùng lân cận của Trang viên Milusin.
Năm 2015, đồ nội thất ban đầu của Trang viên trước chiến tranh đang nằm ở trung tâm của Bộ Quốc phòng ở Helenów được trao lại cho Bảo tàng.
Việc xây dựng Bảo tàng Józef Piłsudski ở Sulejówek kết thúc vào năm 2020. Bảo tàng được Tổng thống Duda, Bộ trưởng Gliński và đại diện của Quỹ Gia đình Józef Piłsudski khánh thành vào đêm trước kỷ niệm 100 năm Trận Warsaw vào ngày 14 tháng 8 năm 2020.
Bảo tàng Józef Piłsudski ở Sulejówek là sự tiếp nối của Bảo tàng Józef Piłsudski ở Warsaw, hoạt động cho đến năm 1939 trong Cung điện Belweder. Một phần của bộ sưu tập của Bảo tàng được gửi tại Bảo tàng Quân đội Ba Lan ở Warsaw và Lâu đài Hoàng gia ở Warsaw.